# Bruno Huschke
Bruno Eugen Huschke (* 6. April 1836 in Greußen; † 22. Oktober 1910 in Erfurt) war ein Jurist, Politiker und Autor zeitgeschichtlicher Notizen im Fürstentum Schwarzburg-Sondershausen.

## Leben
Brunos Vater war Eduard Huschke (1804–1887), Jurist, Bürgermeister in Greußen 1841–1848, Landrat in Greußen 1850–1857 und in Ebeleben 1857–1877. Eduard war, mit Unterbrechungen, Mitglied des Landtags in Sondershausen und Landtagspräsident von 1843 bis 1863. Brunos Mutter war Charlotte Auguste Franke (1804–1874) aus der zweiten Ehe seines Vaters.
Nach dem Abitur im Herbst 1855 in Sondershausen studierte Huschke Jura in Breslau und, ab April 1857, in Göttingen; er war ab 1856 Mitglied in dem Breslauer Korps Lusitania. Im Februar 1859 trat er als Assessor in erste berufliche Tätigkeiten ein in Ebeleben, Greußen, Arnstadt; ab Juni 1861 beim Landrat in Ebeleben (seinem Vater); dann beim Gericht und beim Rechtsanwalt und Landtagssyndikus Theodor Dorl in Sondershausen. Im Dezember 1862 wurde er zum Rechtsanwalt in Ebeleben ernannt.
Bruno heiratete im Oktober 1864 Luise Maempel (* 1841 in Hamburg, † 1936 in Dresden). Sie war die jüngste Tochter von Ernst Maempel (* 1794 in Arnstadt, † 1863 ebenda), der viele Jahre als Kaufmann in Hamburg gelebt hatte, von 1838 bis 1850 als Fürstl. Schwarzb. Sondershäusischer Konsul. Das Ehepaar hatte vier Kinder.
1872 wurde Huschke zum Notar in Ebeleben ernannt und vereidigt. Ende 1972 verlegte er seinen Wohn- und Arbeitssitz nach Greußen. Ab Anfang 1877 war er in Sondershausen. Bei einer Reorganisation des Gerichtswesens 1879 verlor das Sondershäuser Gericht am 1. Oktober einen Teil seiner Funktionen, während in Erfurt ein neues Landgericht eingerichtet wurde. Huschke ließ sich dort als ansässiger Anwalt registrieren, ab 1891 (spätestens) auch als Notar; er wurde dort bis 1909 geführt.
Ab 1895 war Huschke Mitglied der Erfurter Akademie gemeinnütziger Wissenschaften.
Huschke erhielt 1873 die kaiserliche Kriegsgedenkmünze für Nicht-Kombattanten. Er wurde im Juli 1879 zum Justizrat ernannt. Zum 50-jährigen Berufsjubiläum erhielt er im Februar 1909 das Schwarzburgische Ehrenkreuz II. Klasse; später wurde er Geheimer Justizrat.

## Politik
Huschke war von 1868 bis 1880 ein Mitglied des Landtags in Sondershausen: 1868–1871 in der Gruppe für die Allgemeinen Wahlen (indirekt gewählt, durch Wahlmänner), ebenso 1872–1875. Für 1876–1879 wurde er direkt von den Höchstbesteuerten der Unterherrschaft gewählt. Der Landtag wählte ihn zum Syndikus für 1877–1880. Er gehörte durchgehend dem Landtagsausschuss an: 1868 wurde er zum Vertreter eines Ausschussmitglieds gewählt; 1873 wurde er direkt Ausschussmitglied für die Unterherrschaft. Ab 1877 gehörte er ihm als Syndikus an.
Huschke zählte sich zu den Nationalliberalen. Bei der Wahl zum konstituierenden Reichstag des Norddeutschen Bundes im Februar 1867 bewarb sich Huschke selbst, wurde aber nur Drittplatzierter. Bei einer Ersatzwahl (nach dem Ausscheiden von Günther Keyser) am 31. März 1870 warb er – zusammen mit Reinhold Bärwinkel und weiteren nationalliberalen Juristen – für den Kandidaten Kanngießer, allerdings nur mit dessen juristischer Kompetenz. Ähnlich bei der Wahl zum ersten Reichstag des Kaiserreichs am 3. März 1871. Bei der Reichstagswahl am 10. Januar 1874 warb er dann – wieder zusammen mit Bärwinkel und anderen Nationalliberalen – für den Kandidaten Valentin als Nachfolger von Kanngießer ganz ausdrücklich aus nationalliberaler Perspektive. Der Aufruf für die Wiederwahl von Valentin am 10. Januar 1877 ist wesentlich durch eine scharfe Abwehr der Sozialdemokratie begründet.

## Publikation: Lebensbilder aus Schwarzburg-Sondershausen
In der Zeitschrift Der Deutsche erschien von 1902 bis 1904 in der Rubrik Kleines Feuilleton eine Reihe von Notizen, die unter dem Titel Lebensbilder aus Schwarzburg-Sondershausen über das erste Verfassungsleben im Fürstentum (etwa 1841 bis 1862) berichteten. Das Verhältnis der 19 Beiträge zueinander ist nicht immer deutlich – da und dort auch irreführend – markiert. Man kann sie so in Kapitel einteilen:
| [A] | [Einleitung.] In Der Deutsche 1902, Nr. 121.                                  |
| [B] | [Das Geheimraths-Kollegium.] In Der Deutsche 1902, Nr. 122.                   |
| [C] | Das Landesgrundgesetz. In Der Deutsche 1902, Nr. 123 und 124.                 |
| [D] | Der erste Landtag. In Der Deutsche 1902, Nr. 126 und 127.                     |
| [E] | Aus der Zeit des ersten Landtags. In Der Deutsche 1902, Nr. 236 und 237.      |
| [F] | Geheimrath von Holleuffer. In Der Deutsche 1902, Nr. 247 und 248.             |
| [G] | Das Jahr 1848. In Der Deutsche 1903, Nr. 81, 82 und 83.                       |
| [H] | Minister von Elsner und die Reaktion. In Der Deutsche 1904, Nr. 191 und 192.  |
| [J] | Das Gymnasium [in Sondershausen]. In Der Deutsche 1904, Nr. 154, 155 und 156. |
| [K] | Alte Geschichten [von Förster Irmisch]. In Der Deutsche 1904, Nr. 178.        |

(Kapitel H schließt inhaltlich unmittelbar an G an, ist aber als letztes gedruckt.)
Die „hochinteressanten, in anziehender Form und mit erfreulichem Freimute geschriebenen Artikel“ tragen keine Verfasserangabe, sondern lediglich (von E Teil 1 an) eine Sigle „(H.)“. Erst die redaktionelle Nachricht über Huschkes Tod im Deutschen machte es öffentlich, dass er der Verfasser war. Dazu passen die autobiographischen Bemerkungen in G Teil 1. Es bedeutet allerdings, dass die mitgeteilten Eindrücke und Bewertungen weitgehend nicht auf eigenem Erleben gegründet sind. Bruno Huschke kann vieles von seinem Vater Eduard erfahren haben, der zu den Akteuren der Geschehnisse gehörte; etwa in D Teil 1 und in G Teil 3.
Lutze zitiert auf S. 180–212 reichlich aus den Lebensbildern (nicht immer mit genauer Quellenangabe), gelegentlich auch kritisch. Auch andere Autoren beziehen sich gern darauf, z. B. Lammert, Verfassungsgeschichte und Gymnasium; Hirschler (E Teil 2); Lengemann S. 32 (H Teil 1).

## Nachweise
1. ↑  Lengemann S. 198; auch S. 24 und Lammert, Verfassungsgeschichte S. 99.
2. ↑  Lammert, Gymnasium S. 31f.
3. ↑  Die Matrikel der Georg-August-Universität zu Göttingen 1837–1900. 1974, S. 218.
4. ↑  Korpslisten S. 116 (Liste 30, Nr. 167).
5. ↑  Der Deutsche 1863 Nr. 1.
6. ↑  Verlobung am 8. Juli 1863 (Der Deutsche 1863 Nr. 83).
7. ↑  Für die Verwandtschaftsbeziehung zu dem Sondershäuser Landrat Bernhard Maempel (1816–1870) vgl. die Graphik in Lengemann S. 328.
8. ↑  Für deren Daten vgl. Stammfolge Huschke S. 289.
9. ↑  Der Deutsche 1872 Nr. 66 und 113.
10. ↑  Der Deutsche 1872 Nr. 131 und 138.
11. ↑  Regierungs- und Nachrichtsblatt für das Fürstenthum Schwarzburg-Sondershausen vom 20. Februar 1877, S. 88.
12. ↑  Regierungs-und Nachrichtsblatt für das Fürstenthum Schwarzburg-Sondershausen vom 4. Oktober 1879, S. 476.
13. ↑  Adressbuch 1880/81 S. 14; 1891 S. 17; 1909 S. 34.
14. ↑  Jahrbücher der Königlichen Akademie gemeinnütziger Wissenschaften zu Erfurt. N. F. Heft 22, Erfurt 1896, S. 253.
15. ↑  Regierungs- und Nachrichtsblatt für das Fürstenthum Schwarzburg-Sondershausen vom 20. März 1873, S. 133.
16. ↑  Regierungs- und Nachrichtsblatt für das Fürstenthum Schwarzburg-Sondershausen vom 19. Juli 1879, S. 341.
17. ↑  Der Deutsche 1909 Nr. 36.
18. ↑  Adressbuch 1910 S. 438.
19. ↑  Der Landtag hatte 15 Mitglieder: 5 Abgeordnete, die der Fürst auf Lebenszeit einsetzte; 5 Abgeordnete, die von den 300 am höchsten besteuerten Wahlbürgern direkt gewählt wurden (davon drei in der Unterherrschaft); und 5 Abgeordnete, die vom Rest der wahlberechtigten Bürgerschaft indirekt (durch Wahlmänner) gewählt wurden. Alle Wahlvorgänge waren öffentlich. (Wahlgesetz 1856 und Wahlordnung dazu.)
20. ↑  Dabei fungierte er auch selbst als Wahlmann; er stimmte für seinen Konkurrenten. (Lengemann S. 91, Anm. 291.)
21. ↑  Landtagsprotokoll vom 22. Januar 1877, S. 38f.
22. ↑  Landesgrundgesetz 1857, §§72ff. und §60.
23. ↑  Landtagsverhandlungen 1868 S. 5, 1873 S. 6.
24. ↑  Die Tätigkeit im Landtagsausschuss dauerte bis weit ins Jahr 1880, vgl. Der Deutsche 1880 Nr. 24, 171 und 173.
25. ↑  Der Deutsche 1867 Nr. 21, S. 164.
26. ↑  Der Deutsche 1870 Nr. 37.
27. ↑  Der Deutsche 1871 Nr. 25, S. 200.
28. ↑  Der Deutsche 1873 Nr. 297 und 1874 Nr. 4.
29. ↑  Der Deutsche 1877 Nr. 1.
30. ↑  Diese Anekdote über den preußischen König und den Leibjäger Friedrich Carl Irmisch (* 19. April 1781 in Straußberg, † 28. Mai 1862 in Ebeleben), einen Onkel des bekannten Thilo Irmisch (1816–1879), ist gekürzt nachgedruckt in Beiträge zur Schwarzburgischen Heimathskunde. Von Th. Irmisch. [Hrsg. von Gustav Wilhelm Hallensleben.] Erster Band. Sondershausen 1905, S. 324f.
31. ↑  Lutze S. 209.
32. ↑  Der Deutsche 1910 Nr. 251.
33. ↑  z. B. S. 182 (Bezug auf E Teil 2), S. 201f. (G Teil 2 u. 3), S. 211f. (B).
34. ↑  z. B. S. 80f. (Bezug auf Kapitel B), S. 88 (D Teil 1), S. 102 (G Teil 2).
35. ↑  Zitate aus Kapitel J auf S. 32, 37, 42f.

| Personendaten    | Personendaten                                                                                   |
| ---------------- | ----------------------------------------------------------------------------------------------- |
| NAME             | Huschke, Bruno                                                                                  |
| ALTERNATIVNAMEN  | Huschke, Bruno Eugen                                                                            |
| KURZBESCHREIBUNG | Jurist, Politiker und Autor zeitgeschichtlicher Notizen im Fürstentum Schwarzburg-Sondershausen |
| GEBURTSDATUM     | 6. April 1836                                                                                   |
| GEBURTSORT       | Greußen                                                                                         |
| STERBEDATUM      | 22. Oktober 1910                                                                                |
| STERBEORT        | Erfurt                                                                                          |